# Cardisoma carnifex
Cardisoma carnifex is een krabbensoort uit de familie van de Gecarcinidae. De wetenschappelijke naam van de soort is voor het eerst geldig gepubliceerd in 1796 door Herbst.